# Kaucsukfa
A kaucsukfa vagy gumifa (Hevea brasiliensis) a Malpighiales rendjébe, ezen belül a kutyatejfélék (Euphorbiaceae) családjába tartozó faj.

## Előfordulása
A kaucsukfa csak bizonyos éghajlatú és páratartalmú helyeken él meg. Ezek az Egyenlítő-közeli trópusi sávban találhatók, nagyjából az északi és a déli szélesség 20. foka között, ahol a csapadék éves mennyisége körülbelül 1500–2000 milliméter. A kaucsukfa az Amazonas térségében őshonos.

## Megjelenése
Legfeljebb 30 méter magas, gazdagon elágazó, többnyire karcsú koronájú fa. Kérge sima, világosszürke, átlós irányú bevágásokkal. A növény bőségesen tartalmaz tejnedvet. Levele hosszú nyelű, a levélkék fordított hosszúkás-tojásdadok, kihegyezettek, többnyire körülbelül 15 centiméter hosszúak, fonákjuk kékes viaszbevonatú. Levelei ujjasan összetettek, 3 levélkéjűek. A levelek szórt állásúak, a száraz évszakban lehullanak. Virága zöldes-fehér, mintegy 5 milliméteres. A virágok hajtásvégi bugákban fejlődnek. Termése 3-5 centiméteres, 3 rekeszű tok, amely hangos csattanással reped fel, és a magokat akár 15 méter távolságra is szétrepíti. Rekeszként 1, legfeljebb 3,5 centiméteres mag fejlődik. A magok barna foltosak.

## Egyéb
A kaucsukfa a legfontosabb technikai haszonnövény, a természetes kaucsuk kereken 95 százalékát szolgáltatja, és az ebből készített termékek számát mintegy 50 000-re becsülik. A latextartalmú tejnedvet a kéreg átlós irányú bevágásával nyerik. A nyersgumi hőségben ragacsos, hidegben törékeny; csupán a vulkanizáció felfedezése (1839-ben) tette sokoldalúan felhasználhatóvá, és idézett elő nagy kaucsukkonjunktúrát Brazíliában. 1876-ban Henry Wickham 70 000 magot vitt Angliába, 2397 ki is csírázott belőlük a Királyi Botanikus Kertek orchideaházaiban. A legtöbb magoncot hajókon a brit gyarmatokra szállították, ahol csaknem valamennyi elpusztult. Csupán 22 növény élte túl a szállítást a szingapúri botanikus kertben; utódaikkal azóta több millió hektárt népesítettek be, elsősorban Thaiföldön, Malajziában és Indonéziában.

## Képek

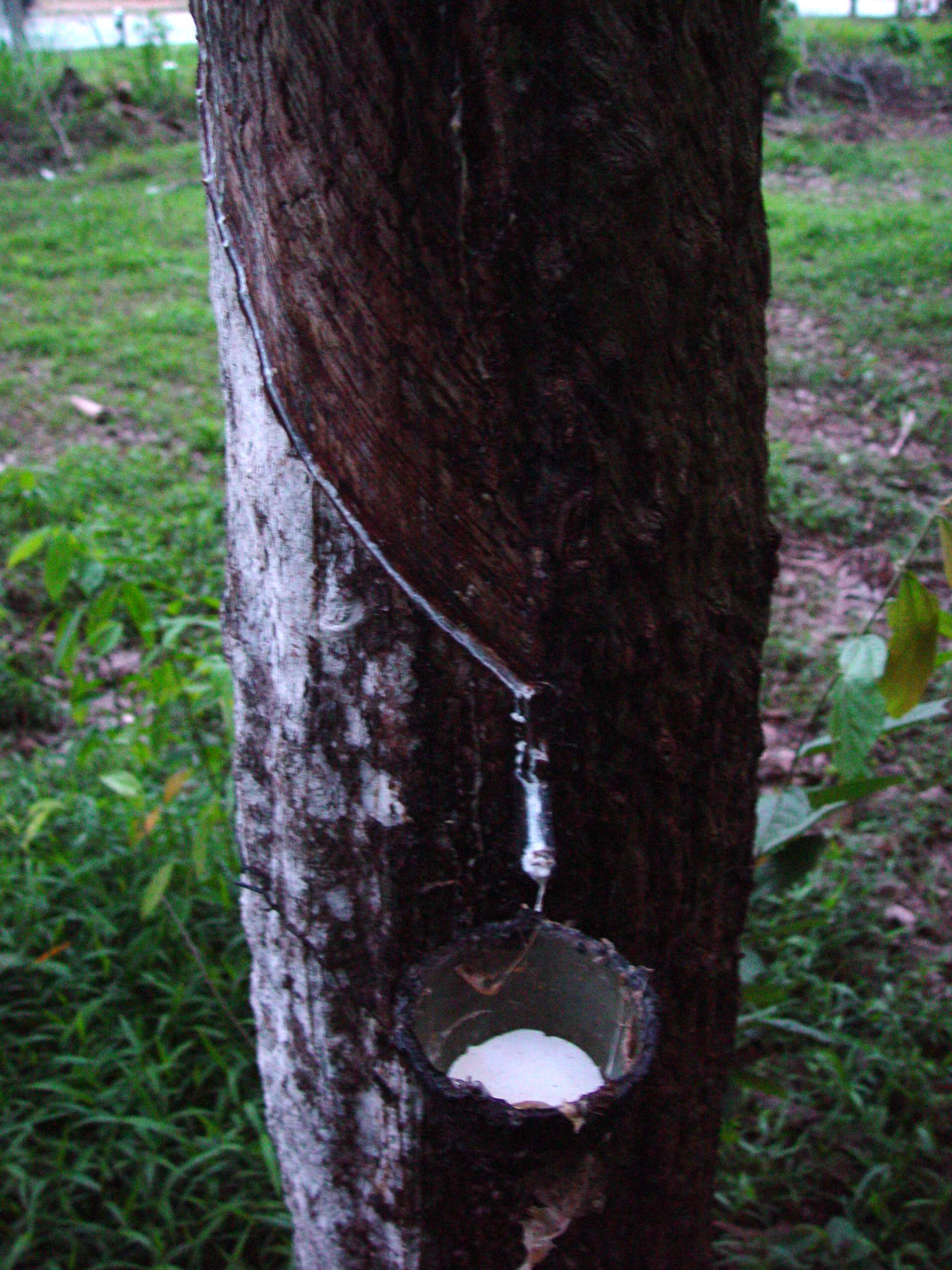
Kaucsukfa a törzsére elhelyezett kaucsukgyűjtő edénnyel
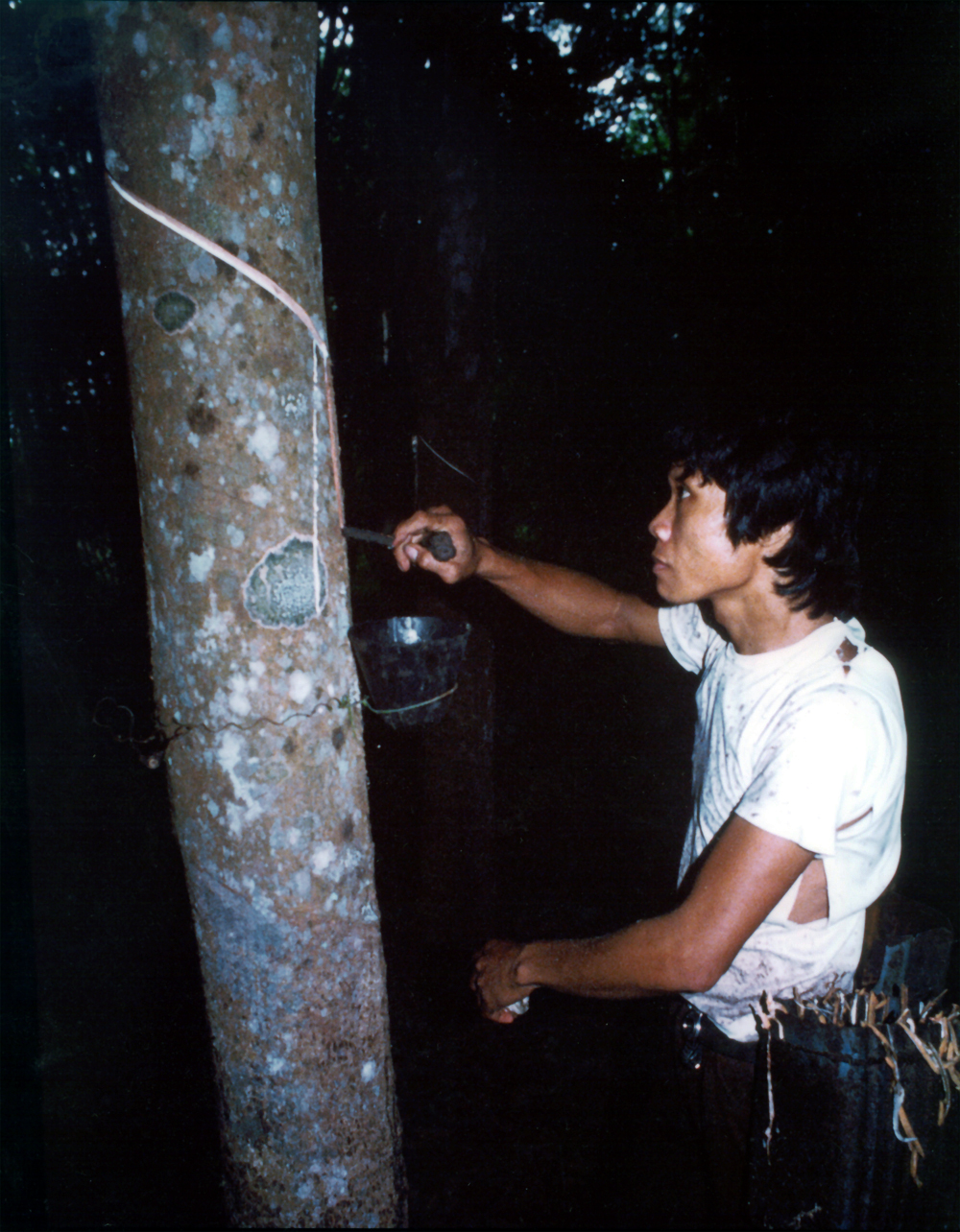
Kaucsukgyűjtő férfi bevágja a kérget, hogy a nedv ki tudjon folyni a fából
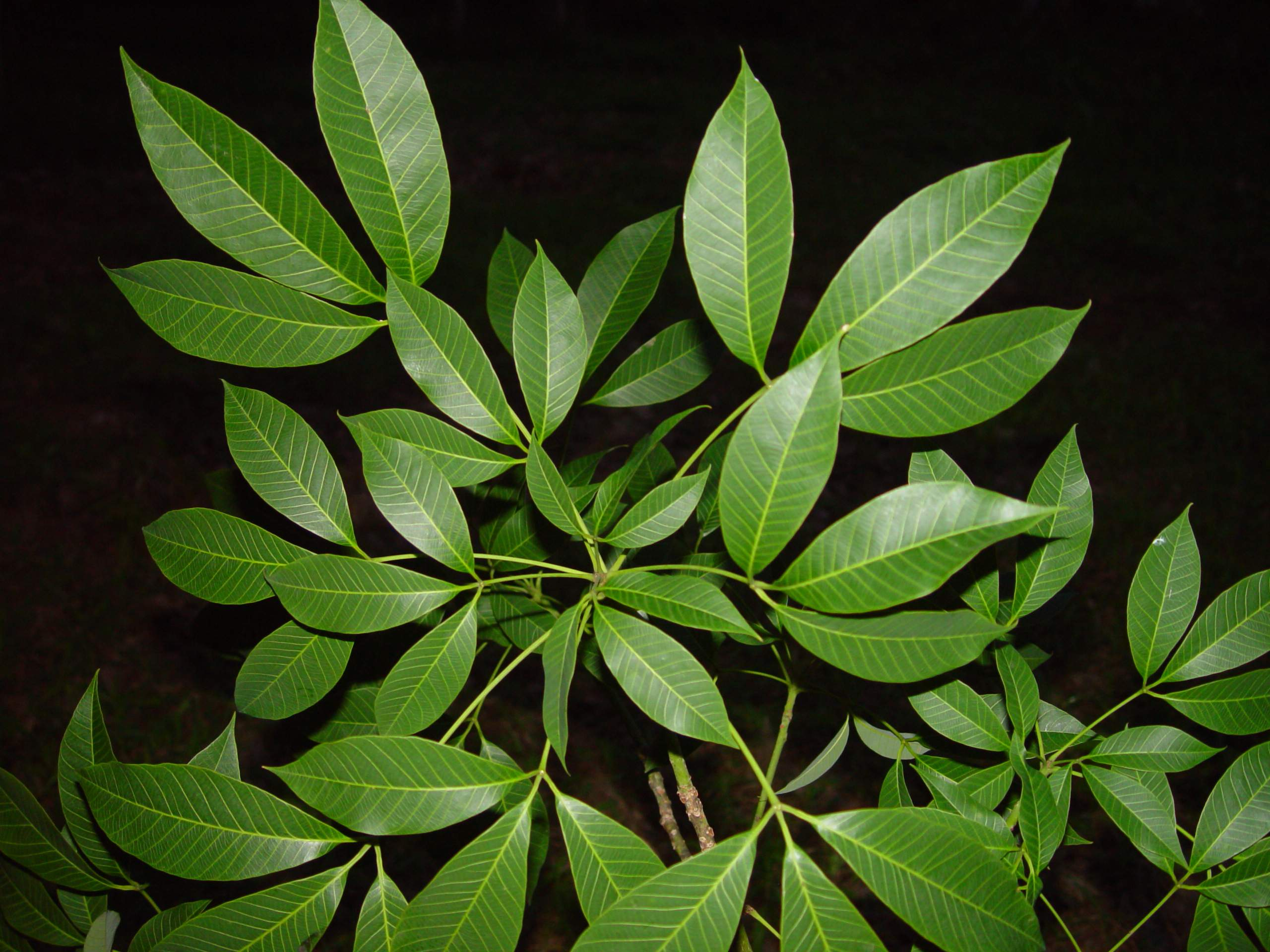
A kaucsukfa levelei
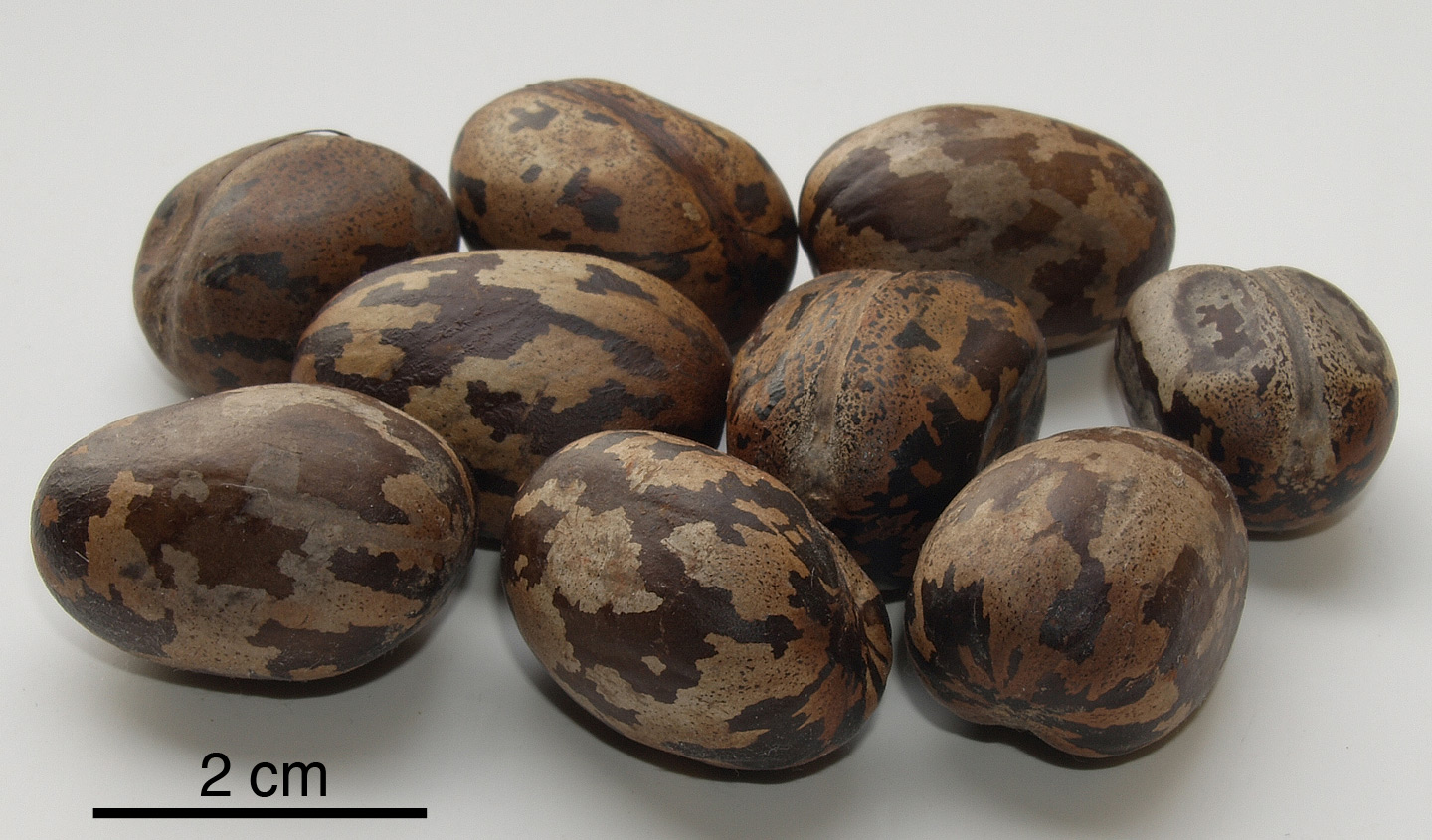
A kaucsukfa termései
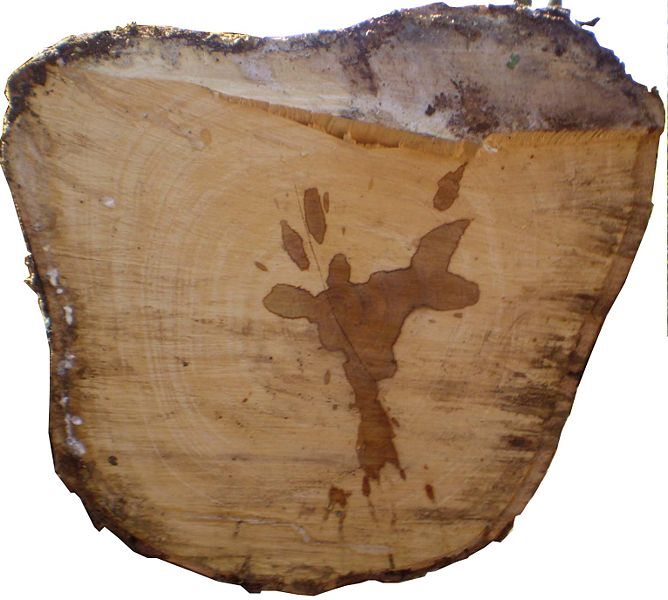
A kaucsukfa belülső része
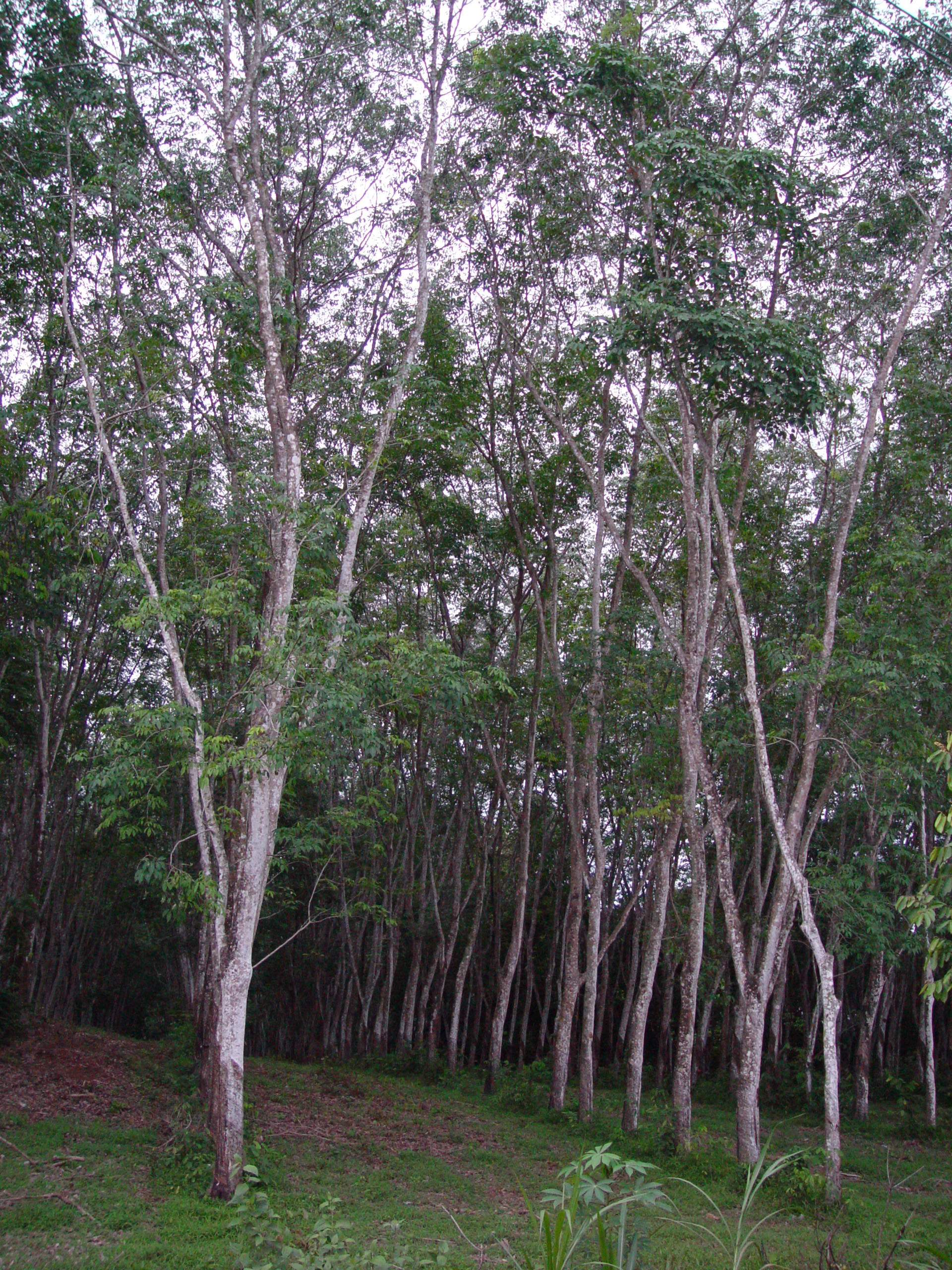
Kaucsukfa ültetvény
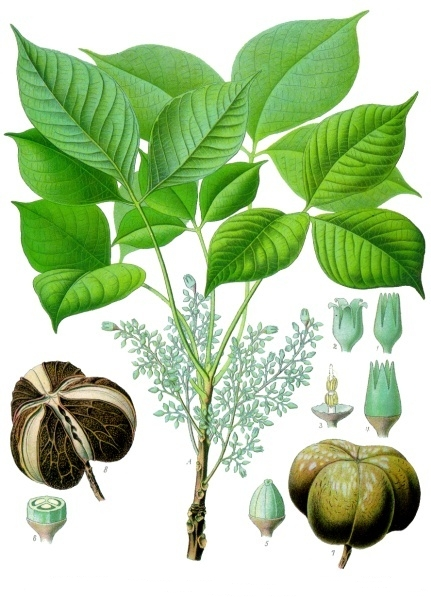
Rajz a leveleiről, virágáról és terméséről.